# Andropogon
Andropogon es un género de plantas de la familia de las poáceas. Es originario del este de los Estados Unidos y Sudamérica.

## Descripción
Son plantas perennes, cespitosas. Hojas con lígula membranosa, corta, ciliada en la base. Inflorescencia compuesta por 2 racimos digitadamente dispuestos. Espiguillas geminadas, articuladas por debajo de las glumas, ligeramente comprimidas dorsiventralmente, desiguales; la inferior de cada pareja sentada, con 1 flor inferior reducida a la lema y otra superior hermafrodita; la superior pedunculada, con 1 flor inferior reducida a la lema y otra superior masculina. Glumas más largas que las flores; la inferior con 7-11 nervios y 2 quillas; la superior trinervada. Lema de las flores hermafroditas con 1 arista terminal larga y geniculada; la de las flores masculinas con 1 arista terminal corta. Pálea muy reducida. Lodículas glabras. Androceo con 3 estambres. Cariópside con embrión de c. 2/5 de su longitud.

## Taxonomía
El género fue descrito por Carlos Linneo y publicado en Species Plantarum 2: 1045. 1753. La especie tipo es: Andropogon distachyos
Etimología
El nombre del género proviene del griego aner andr-(hombre) y pogon (barba), aludiendo a las vellosidades de los pedicelos de las espiguillas estériles masculinas.

## Especies
- A. abyssinicus
- A. amboinicus
- A. amethystinus
- A. appendiculatus
- A. arctatus
- A. benthamianus
- A. bentii
- A. bicornis
- A. brachystachyus
- A. cabanisii
- A. campestris
- A. campii
- A. canaliculatus
- A. capillipes
- A. chinensis
- A. chrysostachyus
- A. consanguineus
- A. distachyos
- A. eucomus
- A. fastigiatus
- A. floridanus
- A. fragilis
- A. gabonensis
- A. gayanus
- A. gerardii
- A. glaucescens H. B. et Kunth. - Saraquioa de Quito[7]
- A. glaucopsis
- A. glomeratus
- A. gracilis
- A. gyrans
- A. hallii
- A. huillensis
- A. inermis
- A. lanuginosus
- A. lateralis
- A. lawsonii
- A. leucostachyus
- A. liebmannii
- A. lividus
- A. longiberbis
- A.minarum
- A. mohrii
- A. murinus
- A. paniculatus
- A. pseudapricus
- A. pumilus
- A. scabriglumis
- A. schirensis
- A. schottii
- A. selloanus
- A. shimadae
- A. tectorum
- A. tenuiberbis
- A. ternarius
- A. ternatus
- A. tracyi
- A. virgatus
- A. virginicus